# Krzysztof Szpetmański
Krzysztof Szpetmański (ur. 1973) – polski montażysta i producent filmowy.
Laureat Nagrody za montaż na Festiwalu Polskich Filmów Fabularnych w Gdyni i laureat Polskiej Nagrody Filmowej, Orzeł w kategorii najlepszy montaż (ponadto siedmiokrotnie nominowany do tej nagrody).

## Wybrana filmografia
montażysta
- Dług (1999)
- Przedwiośnie (2001)
- Cześć Tereska (2001)
- Mój Nikifor (2004)
- Komornik (2005)
- Plac Zbawiciela (2006)
- Wszystko będzie dobrze (2007)
- Wino truskawkowe (2007)
- Rysa (2008)
- Wszystko co kocham (2009)
- Papusza (2013)
- Chce się żyć (2013)
- Kamienie na szaniec (2014)
- Grand Street (2014)
- Anatomia zła (2015)
- Szczęście świata (2016)

producent
- Chce się żyć (2013) (koproducent)
- Grand Street (2014) (koproducent)
- Najlepszy (2017)

## Nagrody i nominacje
- 2000 – nominacja do Polskiej Nagrody Filmowej, Orzeł za montaż filmu Dług
- 2002 – nominacja do Polskiej Nagrody Filmowej, Orzeł za montaż filmu Cześć Tereska
- 2004 – Nagroda za montaż filmu Mój Nikifor na Festiwalu Polskich Filmów Fabularnych w Gdyni
- 2005 – Polska Nagroda Filmowa, Orzeł za montaż filmu Mój Nikifor
- 2006 – nominacja do Polskiej Nagrody Filmowej, Orzeł za montaż filmu Komornik
- 2007 – nominacja do Polskiej Nagrody Filmowej, Orzeł za montaż filmu Plac Zbawiciela
- 2008 – nominacja do Polskiej Nagrody Filmowej, Orzeł za montaż filmu Wszystko będzie dobrze
- 2009 – nominacja do Polskiej Nagrody Filmowej, Orzeł za montaż filmu Rysa
- 2014 – nominacja do Polskiej Nagrody Filmowej, Orzeł za montaż filmu Chce się żyć